# Wyższe Seminarium Duchowne św. Józefa w Wilnie

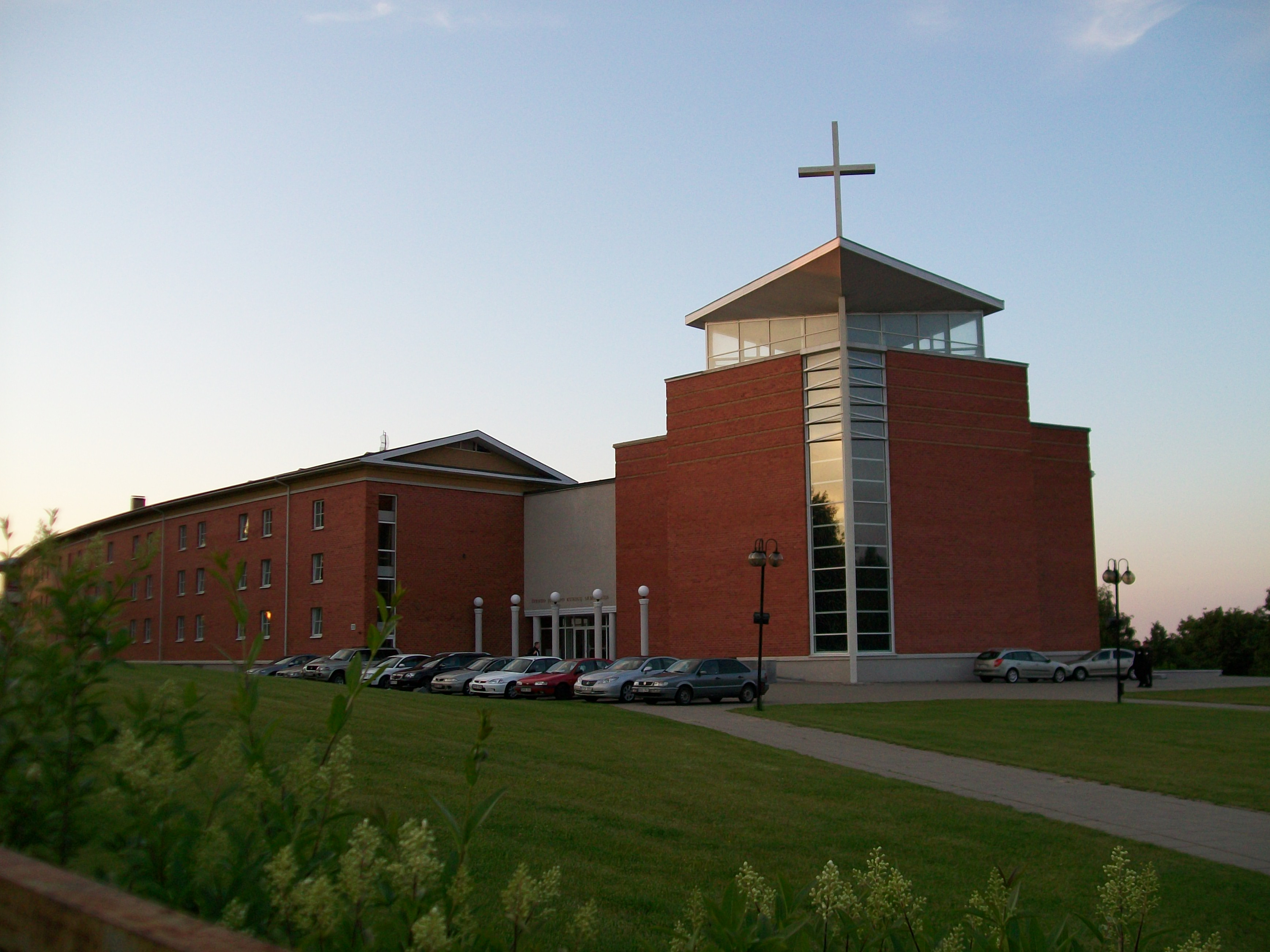

Wyższe Seminarium Duchowne św. Józefa w Wilnie – rzymskokatolickie seminarium duchowne w Wilnie przygotowujące do stanu duchownego kleryków trzech diecezji: archidiecezji wileńskiej oraz diecezji poniewieskiej i koszedarskiej, które nie mają własnego seminarium diecezjalnego. Jest jednym z trzech seminariów duchownych na Litwie, oprócz Seminarium Duchownego w Kownie oraz Seminarium Duchownego im. Biskupa Vincentasa Borisevičiusa w Telszach.

## Historia
Seminarium Diecezjalne w Wilnie założył 12 stycznia 1582 r. biskup wileński Jerzy Radziwiłł. 13 kwietnia tego samego roku dekret erekcyjny potwierdził w Rydze król Stefan Batory. Do 1652 r. seminarium zarządzali jezuici, od 1736 r. opiekowali się nim bartolomici, a przed 1759 r. ponownie kierowali nim księża diecezjalni. W latach 1765–1808 Seminarium prowadzili misjonarze. 
W latach 1832–1842 istniała Akademia Duchowna w Wilnie. W 1925 r. seminarium połączono z Wydziałem Teologicznym Uniwersytetu Stefana Batorego.
3 marca 1942 r. aresztowano i uwięziono w więzieniu na Łukiszkach profesorów i 81 kleryków seminarium. Klerycy narodowości litewskiej zostali po trzech dniach zwolnieni, pozostałych 5 maja 1942 r. wywieziono na roboty przymusowe do Niemiec. Księży profesorów 18 marca 1942 r. wywieziono do Wyłkowyszek, gdzie byli internowani w litewskim Seminarium Duchownym. W październiku 1942 r. przewieziono ich do obozu pracy w Szałtupiu koło Kowna. Niektórzy z księży trafili także do obozów w Poniewieżyku i Prowieniszkach.
W 1942 r. arcybiskup wileński Mečislovas Reinys otworzył litewskie seminarium duchowne, gdzie przyjmowano jedynie Litwinów i Białorusinów. Rektorem został ks. Vladyslovas Tulaba.
Ponieważ w lutym 1945 r. władze sowieckie zamknęły uczelnię, arcybiskup Romuald Jałbrzykowski przeniósł seminarium do Białegostoku, leżącego w tej części archidiecezji, która pozostała w Polsce. Przeniesiono tu też polskich kleryków, m.in. późniejszego abpa Henryka Gulbinowicza. Od tego momentu kontynuatorem tradycji seminarium wileńskiego było Wyższe Seminarium Duchowne w Białymstoku.
Seminarium wileńskie zostało ponownie otwarte w 1993 r.

## Absolwenci
Wśród absolwentów uczelni są błogosławieni: Henryk Hlebowicz, Władysław Maćkowiak, Stanisław Pyrtek oraz Michał Sopoćko. Do seminarium uczęszczał architekt Wawrzyniec Gucewicz czy ks. Tadeusz Borkowski.

## Liczba kleryków
Liczba alumnów seminarium w poszczególnych latach. 

## Rektorzy
| Lp.         | Imię i nazwisko                                                 | Okres urzędowania |
| ----------- | --------------------------------------------------------------- | ----------------- |
| Prowizorzy: |                                                                 |                   |
| 1.          | ks. bp Benedykt Woyna                                           |                   |
| 2.          | ks. Andrzej Jurgiewicz                                          |                   |
| 3.          | ks. Marcin Żagiel                                               |                   |
| 4.          | ks. Bartłomiej Cieszyński                                       |                   |
| 5.          | ks. Jerzy Wołłowicz                                             |                   |
| 6.          | ks. bp Jerzy Białłozor                                          |                   |
| 7.          | ks. Benedykt Zuchorski                                          | 1677–1689         |
| Regensi:    |                                                                 |                   |
| 8.          | ks. Włodzimierski                                               | 1721–             |
| 9.          | ks. Aleksander Żebrowski                                        |                   |
| 10.         | ks. Tomasz Szymak                                               |                   |
| 11.         | ks. Walenty Giżyński                                            | 1736–1737         |
| 12.         | ks. Samuel Rodkiewicz (rektor)                                  | 1737–1740         |
| 13.         | ks. Polkowski                                                   | 1740–             |
| 14.         | ks. Sobolewski                                                  |                   |
| 15.         | ks. dr Augustyn Dąbrowski                                       |                   |
| 16.         | ks. Jan Niedźwiecki                                             | –1808             |
| 17.         | ks. bp Andrzej Benedykt Kłągiewicz (w latach 1808–1810 kapelan) | 1810–1816         |
| Rektorzy:   |                                                                 |                   |
| 18.         | ks. abp Szymon Marcin Kozłowski                                 | 1851–1863         |
| 19.         | ks. bp Ludwik Zdanowicz                                         | 1863–1870         |
| 20.         | ks. Maciej Harasimowicz                                         | 1872–1878         |
| 21.         | ks. Józef Abelewicz                                             | 1878–1882         |
| 22.         | ks. Konstanty Majewski                                          | 1884–             |
| 23.         | ks. Jan Uszyłło                                                 | 1907–1942         |
| 24.         | ks. Vladyslovas Tulaba                                          | 1942-1945         |
| 25.         | ks. Kazimieras Vasiliauskas                                     | 1993–1995         |
| 26.         | ks. Eigantas Rudokas                                            | 1995–1997         |
| 27.         | ks. dr Hans Friedrich Fischer COr                               | 1997–2001         |
| 28.         | ks. abp Gintaras Grušas                                         | 2001–2003         |
| 29.         | ks. Robertas Šalaševičius                                       | 2003–2008         |
| 30.         | ks. Žydrūnas Vabuolas                                           | 2008–2015         |
| 31.         | ks. dr Hans Friedrich Fischer COr                               | 2015–2018         |
| 32.         | ks. Andrzej Szuszkiewicz                                        | 2018–             |

## Galeria

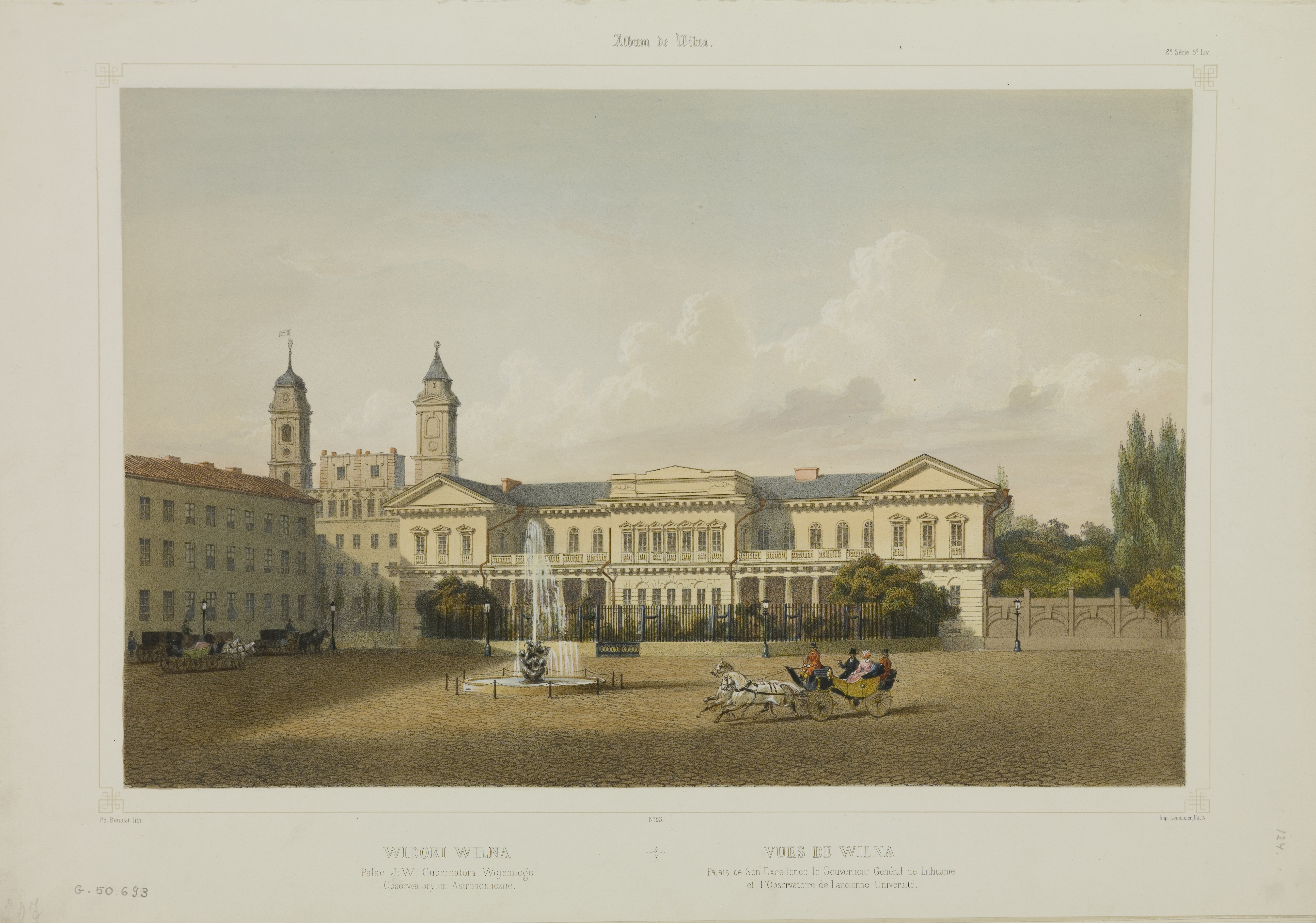
Dawny pałac biskupi w Wilnie, siedziba seminarium do 1773 r.
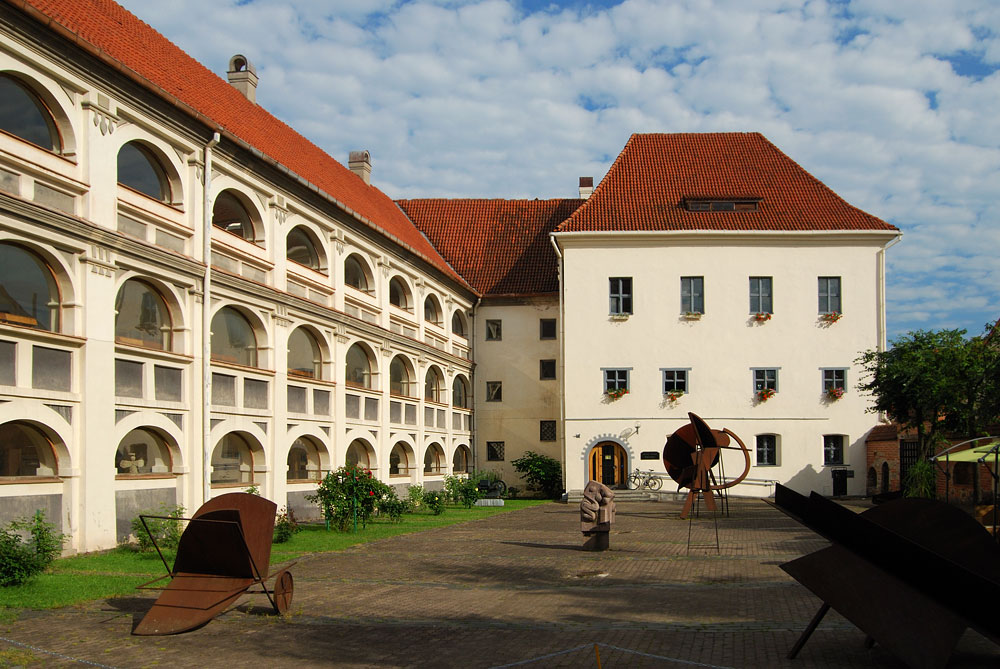
Dawny nowicjat jezuitów przy kościele św. Ignacego w Wilnie, siedziba seminarium w latach 1773–1798
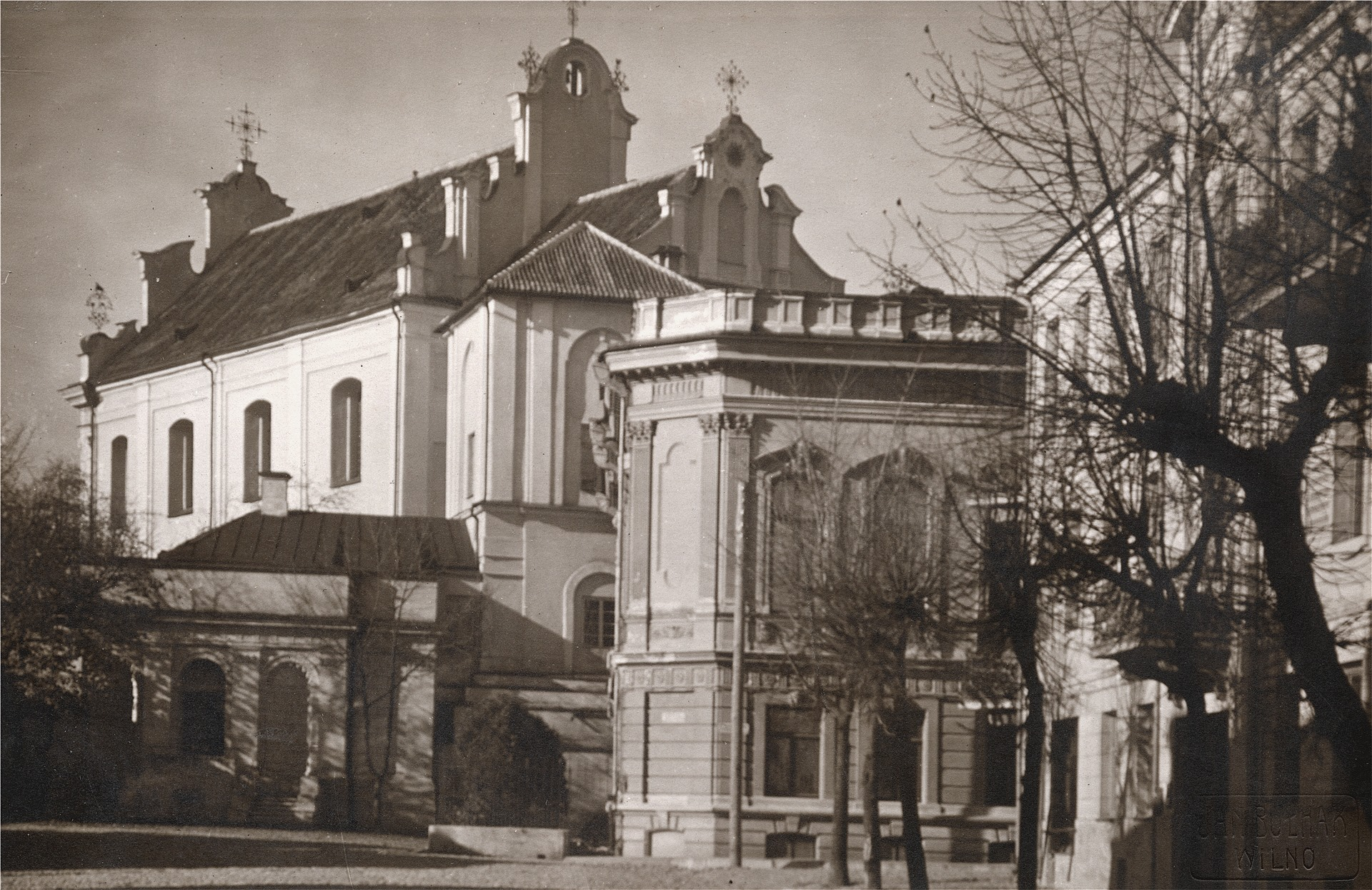
Dawny klasztor karmelitów trzewiczkowych przy kościele św. Jerzego w Wilnie, siedziba seminarium w latach 1798–1945
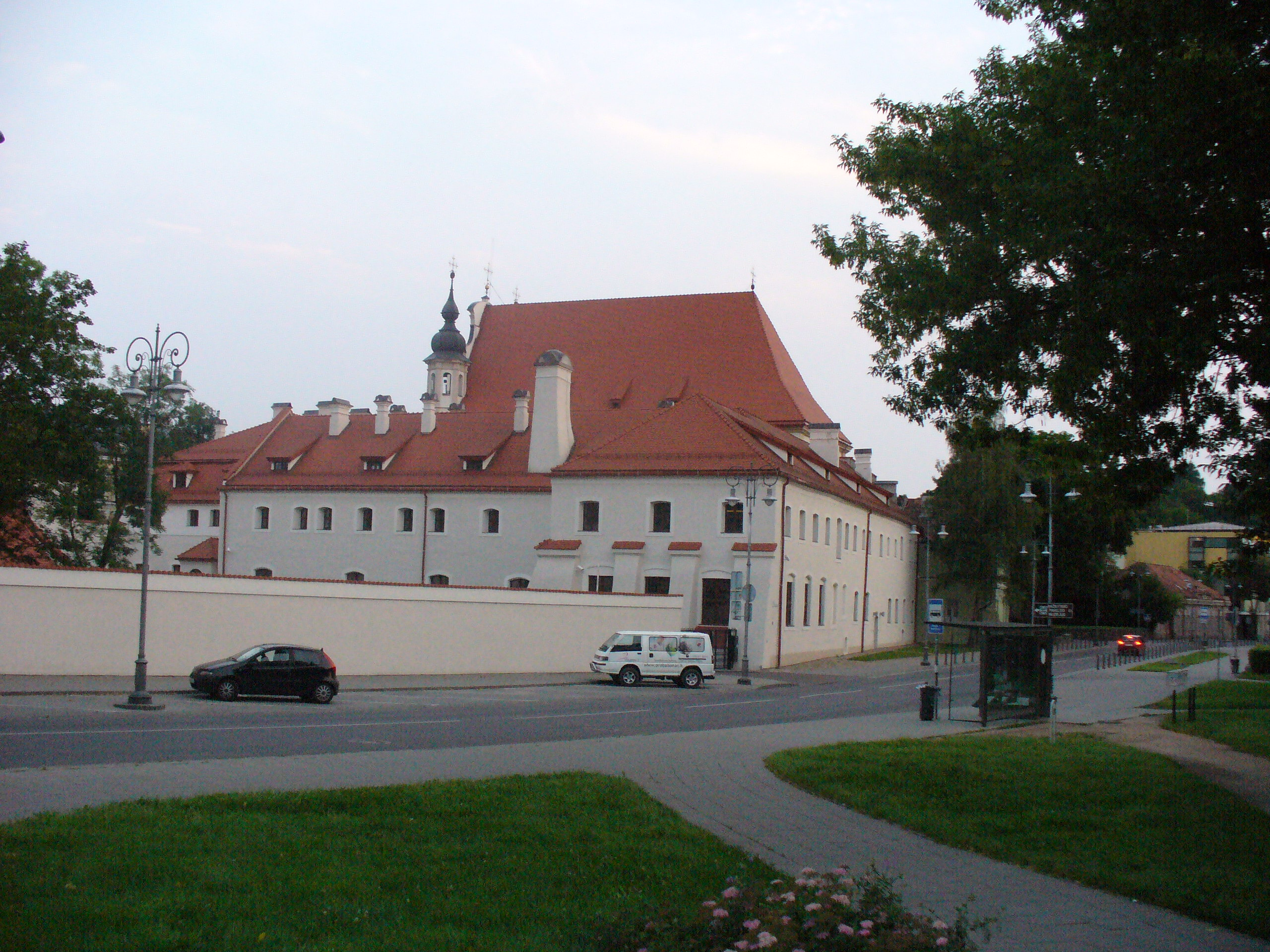
Dawny klasztor bernardynek przy kościele św. Michała w Wilnie, siedziba litewskiego seminarium w latach 1942–1944
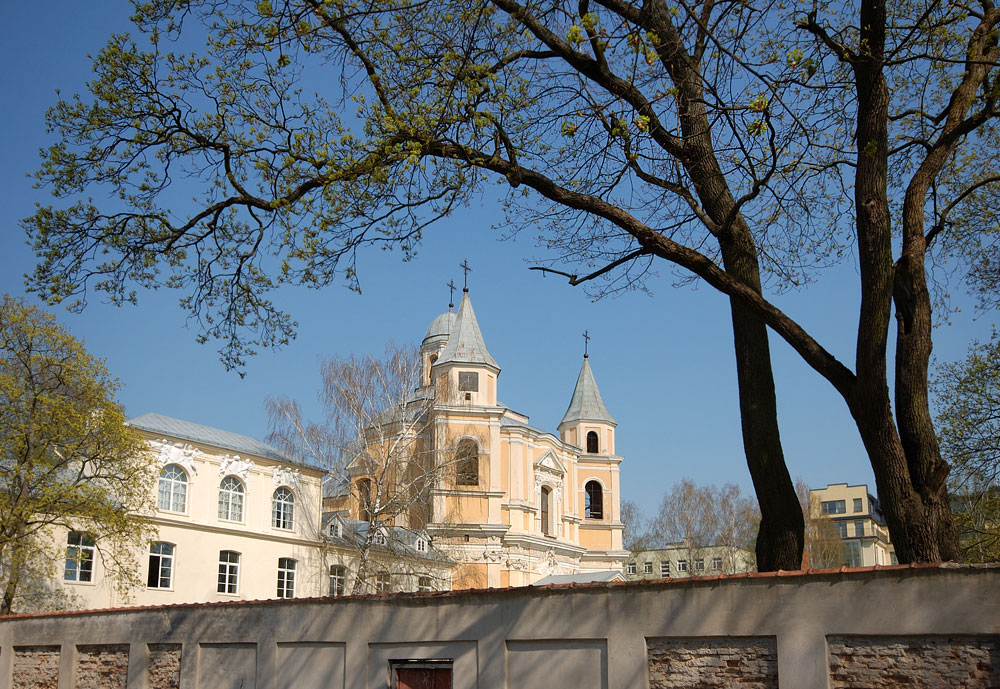
Dawny klasztor trynitarzy, siedziba seminarium w latach 1993–1998

## Inne katolickie seminaria duchowne w Wilnie
Księża diecezjalni kształceni byli takżeː
- w latach 1583–1799 w Seminarium Papieskim, prowadzonym przez Jezuitów, od 1773 r. przez Bazylianów. Przeznaczone było dla innowierców oraz obcokrajowców,
- w latach 1744–1844 w seminarium (zwanym seminarium Externum) prowadzonym przez Misjonarzy przy kościele na Górze Zbawiciela,
- w latach 1803–1833 w Seminarium Głównym.